# Philippe Larbier
« Péhel » redirige ici. Pour l’article homophone, voir PL.
 (avril 2018).
 (octobre 2018).
Si vous disposez d'ouvrages ou d'articles de référence ou si vous connaissez des sites web de qualité traitant du thème abordé ici, merci de compléter l'article en donnant les références utiles à sa vérifiabilité et en les liant à la section « Notes et références ».
Philippe Larbier, né le 4 août 1965 à Marans (Charente-Maritime), est un scénariste, un illustrateur et un dessinateur de bandes dessinées français.

## Biographie
Philippe Larbier commence sa carrière à la fin des années 1980 dans une petite maison d’édition tourangelle : « Week–en doux ». Il signe alors Péhel (ses initiales). 
En 1989, il entre également à la La Nouvelle République du Centre-Ouest de Tours. 
Trois ans après, en 1992, il est engagé comme pigiste au Journal de Mickey par Disney Hachette Presse, par exemple pour le Couac de Super Picsou géant, ou un grand nombre de Mickey énigme. 
Il travaille aujourd'hui principalement pour Bamboo Édition où il s'est fait connaître du grand public avec la série Les Petits Mythos.

## Ouvrages

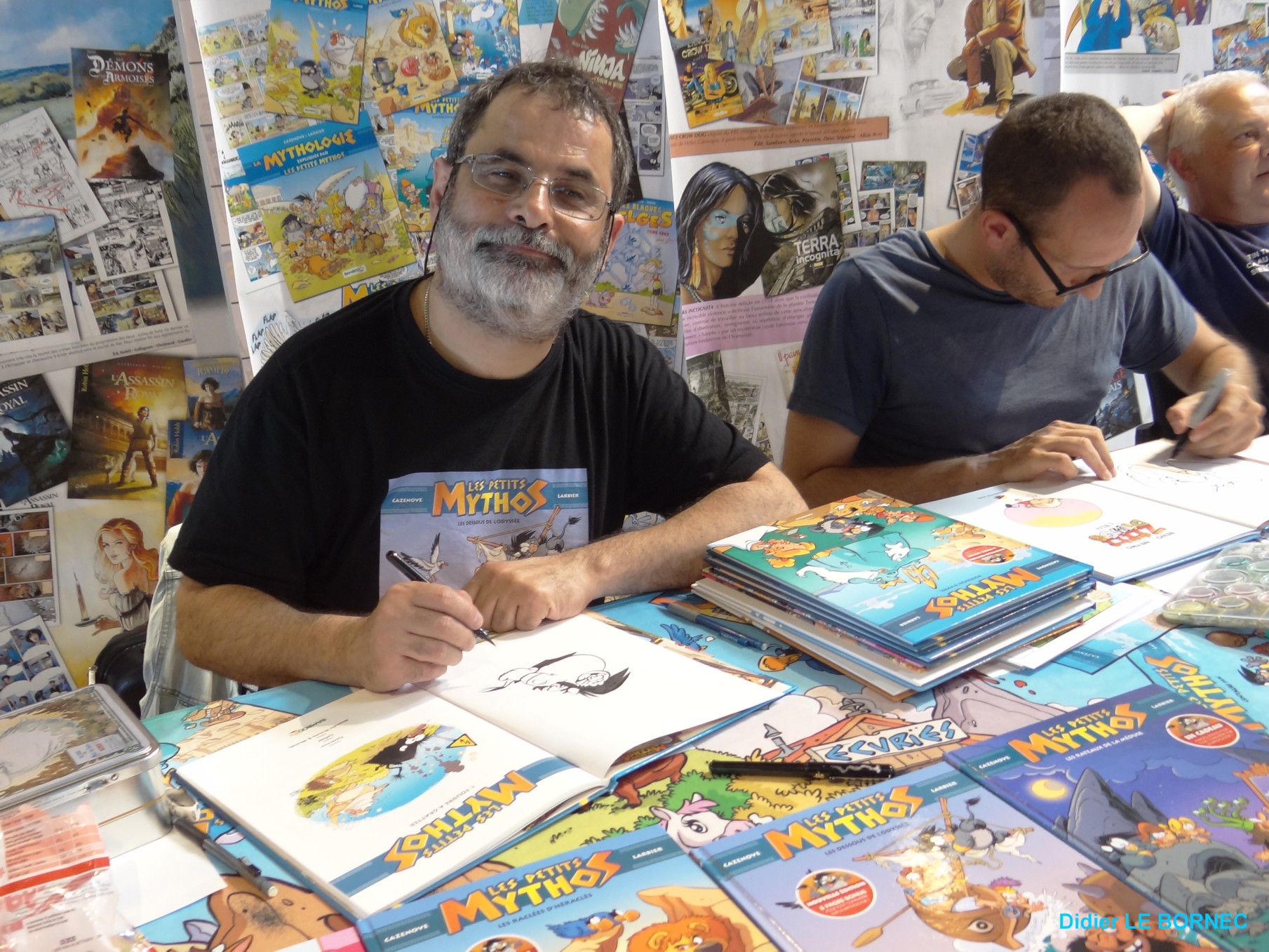
Le dessinateur Philippe Larbier en dédicace pour Les Petits Mythos.

- 1992 : C'est pas sorcier, Péhel et Ludovic Joffrain (scénario), Ramon Monzon (dessin), Éditions Week-end doux,  (ISBN 2-909182-08-8).
- 1992 : Le Chevalier de Maison-Blanche, T.3 Sacs d'embrouille, Péhel (scénario), Goubé (dessin), Sophie Bernès (couleurs), Glénat,  (ISBN 2-7234-1433-7).
- 1993 : Le Chevalier de Maison-Blanche, T.4 On a volé la Louisette, Péhel (scénario), Goubé (dessin), Planète BD,  (ISBN 2-909844-04-8).
- 2001 : Ninja, T.1 Opération mission, Philippe Larbier (scénario et dessin), Éric Dérian (couleurs), Triskel,  (ISBN 2-912193-45-1)[3].
- 2002 : Ninja, T.2 L'Album du siècle, Philippe Larbier (scénario et dessin), Éric Dérian (couleurs), Triskel,  (ISBN 2-84565-400-6).
- 2003 : Ninja, T.3 Contre la femme la plus intelligente du monde, Philippe Larbier (scénario et dessin), Éric Dérian (couleurs), Triskel,  (ISBN 2-913825-06-0).
- 2006 : Les Blagues belges, T.1 tome une fois, Pluk (scénario), Philippe Larbier (dessin), Éric Dérian (couleurs), Delcourt,  (ISBN 978-2-7560-0361-0)
- 2006 : Les Chroniques de Sillage, volume 4, collectif, 9996 papattes, Philippe Buchet et Jean-David Morvan (scénario), Philippe Larbier (dessin), Éric Dérian (couleurs), Delcourt,  (ISBN 2-7560-0169-4)
- 2007 : Les Blagues belges, T.2 tome deux fois, Pluk (scénario), Philippe Larbier (dessin), Éric Dérian (couleurs), Delcourt,  (ISBN 978-2-7560-0859-2).
- 2007 : Henri Dès, chansons en BD, collectif, Quand j'étais bébé petit, Philippe Larbier (dessin), Éric Dérian (couleurs), Delcourt,  (ISBN 978-2-7560-1059-5) (BNF 41099427).
- 2008 : Les Blagues belges, T.3 Dites-le avec des frites, Pluk (scénario), Philippe Larbier (dessin), Éric Dérian (couleurs), Delcourt,  (ISBN 978-2-7560-1177-6).
- 2009 : Les Blagues des retraités, T.1 Promotion canapé, Philippe Larbier (scénario et dessin), Isabelle Rabarot (couleurs), Delcourt,  (ISBN 978-2-7560-1684-9).
- 2010 : Les Blagues belges, T.4 Plus belge la vie, Pluk (scénario), Philippe Larbier (dessin), Éric Dérian (couleurs), Delcourt,  (ISBN 978-2-7560-1596-5).
- 2010 : Les Fondus, T.10 Les Fondus du jeu, Chistophe Cazenove et Hervé Richez (scénario), Philippe Larbier (dessin), Alexandre Amouriq et Mirabelle (couleurs), Bamboo Édition,  (ISBN 2-84565-400-6).
- 2011 : Chats, chats, chats, T.1, Lapuss'(scénario), Philippe Larbier (dessin), Delcourt  (ISBN 978-2-7560-2583-4).
- depuis 2012 : Les Petits Mythos, Christophe Cazenove (scénario) Larbier Philippe (dessin), Bamboo Éditions.
- 2013 : Les Énigmes de Léo, Erroc (scénario) Larbier Philippe (dessin), Bamboo Éditions.
- 2014 : Les Énigmes de Léa, Larbier Philippe (scénario) Thierry Nouveau (dessinateur), Bamboo Éditions.